# 牙山警察署
牙山警察署（アサンけいさつしょ）は、忠南地方警察庁所管の警察署である。

## 管轄区域
- 牙山市

## 沿革
- 1945年10月21日- 牙山警察署として開署
- 1986年1月1日 - 温陽邑の市制施行に伴い温陽警察署に改称
- 1995年1月27日 - 温陽市と牙山郡が合併して牙山市になったことに伴い牙山警察署に戻す

## 管轄地区隊
- 温陽地区隊
- 温泉地区隊
- 排芳地区隊

## 管轄派出所
- 湯井派出所
- 新昌派出所
- 屯浦派出所
- 陰峰派出所
- 仁州派出所
- 霊仁派出所
- 道高派出所
- 仙掌派出所